# Contea di Ware
La contea di Ware (in inglese Ware County) è una contea dello Stato della Georgia, negli Stati Uniti. La popolazione al censimento del 2000 era di 35 483 abitanti. Il capoluogo di contea è Waycross.